# نادي الفتوة (العراق)
نادي الفتوة الرياضي نادي عراقي تأسس عام 1960 في الموصل

.

## مقر النادي
في بداية تأسيس النادي استطاع مؤسسي النادي أن يؤجروا مقر للنادي، وكان في بادئي الأمر دارا واسعة في محلة الشفاء مقابل موقع قره سراي (القصر الأسود)الأثري وبعد سنتين انتقل النادي إلى مقر جديد في حي الثقافة وظل لسنوات يتنقل من مكان إلى آخر حتى تيسرت الفرصة لإنشاء مقر دائمي له سنة 1967 في منطقة باب الجديد (الموصل) وعلى أرض خصصتها له بلدية الموصل.

## الإنجازات
- بطل العراق برفع الأثقال 1980 [2]
- بطل الدوري العراقي الدرجة الأولى بكرة السلة الذي يؤهله إلى الدوري العراقي الممتاز بكرة السلة موسم 2018-2019.[3]

## ألعاب النادي
- كرة القدم
- كرة السلة
- رفع الأثقال
- كرة المنضدة
- كرة الطائرة